# Сеид Нажмеддин
Сеид Мир Нажмеддин Тура — седьмой сын Эмира Бухары Музаффара. Был правителем Чиракчинского бекства Бухарского Эмирата.
Сеид Нажмеддин был отправлен эмиром в почетное посольство в Санкт-Петербург.
Он в пору молодости заболел и умер естественной смертью.